# Cotai
Cotai (路氹城S, Lùdàng Tiánhǎi QūP) è una suddivisione amministrativa di Macao, appartenente al Consiglio delle Isole.